# 短嘴山椒鸟
短嘴山椒鸟（学名：Pericrocotus brevirostris）为山椒鸟科山椒鸟属的鸟类。分布于尼泊尔、锡金、不丹、孟加拉、印度、缅甸、老挝、泰国、越南以及中国大陆的西藏、四川、云南、贵州、广西、广东等地，多生活于海拔2300米以下的山林。该物种的模式产地在喜马拉雅山脉地区。

## 亚种
- 短嘴山椒鸟西南亚种（学名：Pericrocotus brevirostris affinis）。分布于印度、缅甸以及中国大陆的四川、云南等地。该物种的模式产地在印度阿萨姆。[2]
- 短嘴山椒鸟华南亚种（学名：Pericrocotus brevirostris anthoides）。分布于越南以及中国大陆的云南、贵州、广西、广东等地。该物种的模式产地在广东龙头山。[3]
- 短嘴山椒鸟指名亚种（学名：Pericrocotus brevirostris brevirostris）。分布于尼泊尔、锡金、不丹、孟加拉、印度以及中国大陆的西藏等地。该物种的模式产地在喜马拉雅山脉地区。[4]